# Mrożewice
Mrożewice – wieś sołecka w Polsce położona w województwie łódzkim, w powiecie zgierskim, w gminie Parzęczew.
Mrozowice (Mrożewice) były wsią arcybiskupstwa gnieźnieńskiego w powiecie łęczyckim województwa łęczyckiego w końcu XVI wieku. W latach 1975–1998 miejscowość administracyjnie należała do ówczesnego województwa łódzkiego.